# Салреу
Салреу (порт. Salreu)  —  населённый пункт и район в Португалии,  входит в округ Авейру. Является составной частью муниципалитета  Эштаррежа. Находится в составе крупной городской агломерации Большое Авейру. По старому административному делению входил в провинцию Бейра-Литорал. Входит в экономико-статистический  субрегион Байшу-Воуга, который входит в Центральный регион. Население составляет 4153 человека. Занимает площадь 16,2 км².